# Cathaemasia hians
Cathaemasia hians är en plattmaskart. Cathaemasia hians ingår i släktet Cathaemasia och familjen Cathaemasiidae. Inga underarter finns listade i Catalogue of Life.